# 三谷弘法山遊園地
三谷弘法山遊園地（みやこうぼうさんゆうえんち）は、愛知県蒲郡市にかつて存在した遊園地である。

## 概要
- 1958年（昭和33年）に蒲郡弘法山観光ロープウェイが開業した翌年（1959年）にオープン。園内には、観覧車、バンビセンター、プラネタリウム会館があった。しかし、入場者の減少や1978年（昭和53年）に同市にとぼねスカイランド（現在は閉鎖）が開業したことが重なったため、1984年（昭和59年）3月で営業を終えた。